# Conus nigromaculatus
Conus nigromaculatus is een in zee levende slakkensoort uit het geslacht Conus. De slak behoort tot de familie Conidae. Conus nigromaculatus werd in 1992 beschreven door Röckel & Moolenbeek. Net zoals alle soorten binnen het geslacht Conus zijn deze slakken roofzuchtig en giftig. Zij bezitten een harpoenachtige structuur waarmee ze hun prooi kunnen steken en verlammen.